# BAP Guardiamarina San Martín (PO-201)

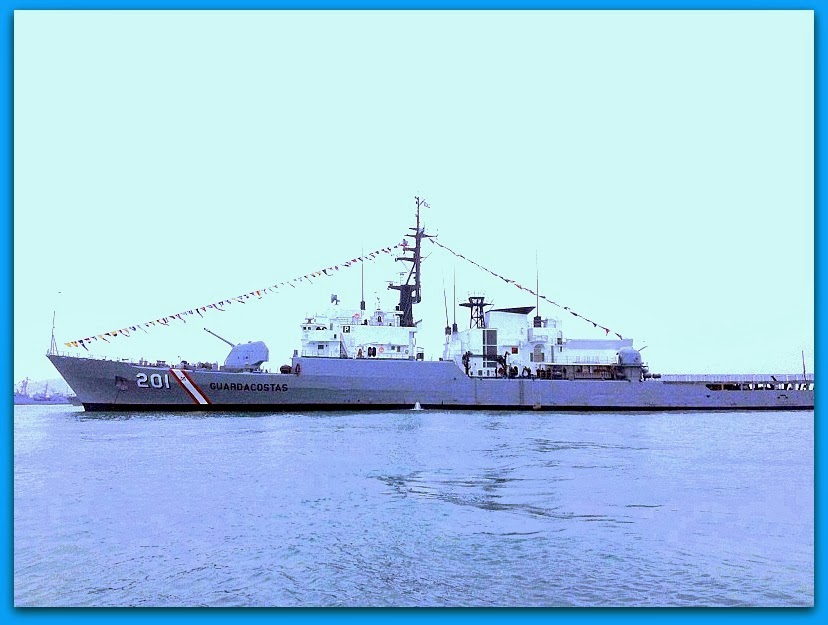
El BAP Guardiamarina San Martín (PO-201).

BAP Guardiamarina San Martín (PO-201) (antes BAP Carvajal FM-51), fue la primera fragata misilera que adquirió el Perú para su Marina de Guerra, en la década de los años 1970. Actualmente sirve como patrullera oceánica.
Su construcción para la marina peruana se inició en 1974, en los astilleros de Riva Trigoso, Italia y su alistaminento fue completado en el astillero Muggiano en el puerto de La Spezia. Su diseño está basado en las fragatas de la Clase Lupo.
El pabellón peruano fue afirmado a bordo en este moderno buque de guerra el 23 de diciembre de 1978, incorporándose inmediatamente a la escuadra peruana en el Mar de Grau. Desplaza 2208 toneladas y tiene una velocidad de 35 nudos. Su armamento consistía de artillería convencional y de misiles superficie-superficie.
Inicialmente fue nombrada como el vicealmirante AP Manuel Melitón Carvajal Ambulodegui, héroe de la guerra del Pacífico, que combatió a bordo del monitor Huáscar, asumiendo el comando de la nave luego de la muerte del capitán de corbeta AP Elías Aguirre Romero, en el combate naval de Angamos el 8 de octubre de 1879.
Fue retirada del servicio en 2013. Se le suprimieron los sistemas de misiles Otomat y Áspide, los torpedos, así como los equipos asociados, y fue convertido en patrullera oceánica, la primera del Perú, equipándose con equipos de vigilancia y botes de rescate. Fue entregado a la Dirección General de Capitanías y Guardacostas el 26 de diciembre de 2013, con el nombre de BAP 201 Guardiamarina San Martín, retornando al servicio.
Como anécdota, su primera misión como patrullera oceánica fue la navegación en el área otorgada al Perú por la Corte Internacional de La Haya el 27 de enero de 2014.

## Especificaciones técnicas
El BAP Guardiamarina San Martín, tiene las siguientes especificaciones técnicas:
- Desplazamiento: 2208 toneladas.
- Velocidad: 35 nudos.
- Dotación: 193 tripulantes (22 oficiales)
- Eslora: 113,2 metros.
- Manga: 11,28 metros.
- Puntal: 7,95 metros.
- Calado: 3,7 metros.
- Altura del mástil: 29,9 metros.

## Unidades de la Clase Carvajal
La Clase Carvajal, está compuesta por los siguientes navíos:
- Patrullera oceánica BAP Guardiamarina San Martín (PO-201) - (ex Fragata BAP Carvajal (FM-51))
- Fragata BAP Villavisencio (FM-52)
- Fragata BAP Almirante Grau (FM-53)
- Fragata BAP Mariátegui (FM-54)